# Le Chêne
Le Chêne è un comune francese di 257 abitanti situato nel dipartimento dell'Aube nella regione del Grand Est.

## Società

### Evoluzione demografica
Abitanti censiti